# Herbert Muckenschnabl
Herbert Muckenschnabl (* 1947 in Gotteszell) ist ein deutscher Maler und Grafiker.

## Leben
In den Jahren 1965 bis 1972 absolvierte Herbert Muckenschnabl ein Studium der Kirchenmusik und eine Ausbildung zum Kunsterzieher. 1972–2012 war er als Lehrer tätig. Als Maler beschickte er zahlreiche Ausstellungen, unter anderem Gruppenausstellungen im Deutschen Museum in München, im William Bonfas Fine Arts Center in Escanaba, Michigan, und im Milwaukee County War Memorial Center.
Muckenschnabl ist Mitglied des Berufsverbandes Bildender Künstler von Niederbayern/Oberpfalz und war von 1992 bis 1996 Mitglied des Bayerwaldkreises Vereinigung Bildender Künstler e. V. Als Illustrator 1995–1998 wirkte er an der CD-Reihe „ARTE NOVA Classic“ mit.
Herbert Muckenschnabl lebt in Schönanger, einem Ortsteil der Gemeinde Neuschönau.

## Auszeichnungen
- Kulturförderpreis Ostbayern 1992
- Kulturpreis 2004 des Landkreises Freyung/Grafenau
- Kulturpreis 2017 Bayer. Wald-Verein